# Viggesgrunden (söder om Rosala, Kimitoön)
Viggesgrunden är en ö i Finland.   Den ligger i kommunen Kimitoön i den ekonomiska regionen  Åboland  och landskapet Egentliga Finland, i den södra delen av landet, 150 km väster om huvudstaden Helsingfors. Arean är 0,10 kvadratkilometer.
Terrängen på Viggesgrunden är mycket platt. Öns högsta punkt är 6 meter över havet.